# Lis Moreno
Lis Moreno (Buenos Aires; 5 de agosto de 1988) es una actriz y conductora argentina.

## Carrera
Debutó como actriz en el año 2001 en la película argentina La fuga dirigida por Eduardo Mignogna y protagonizada por Miguel Ángel Solá, Ricardo Darín, Gerardo Romano, Patricio Contreras, y Norma Aleandro.
En 2003 se produjo su salto a la fama en la telenovela Rebelde Way, en donde interpretó a Lola Arregui, la hermana del personaje de Muni Seligmann. Además ha trabajado en series como: Conflictos en red,  El refugio, Romeo y Julieta, Patito feo, Casados con hijos, Atracción x4 en Dream Beach y Ciega a citas.

## Filmografía
| Ficciones   | Ficciones                     | Ficciones              | Ficciones            | Ficciones                             |
| Año         | Título                        | Personaje              | Canal                | Notas                                 |
| ----------- | ----------------------------- | ---------------------- | -------------------- | ------------------------------------- |
| 2002        | Maridos a domicilio           | Luciana "Luli"         | Azul TV              | Participación                         |
| 2003        | Rebelde Way                   | Dolores "Lola" Arregui | Canal 9 / América TV | Elenco de reparto                     |
| 2004        | Frecuencia 04                 | Tamara                 | Telefe               | Antagonista                           |
| 2005        | Conflictos en red             | Lucrecia               | Telefe               | Episodio 6: "Fragil"                  |
| 2005        | Un cortado, historias de café | Victoria "Vicky"       | TV Pública           | Participación                         |
| 2006        | El refugio                    | Mónica "Muni"          | Canal 13             | Participación                         |
| 2006        | Casados con hijos             | Verónica Monteiro      | Telefe               | Episodio 168: "Por arte de magia"     |
| 2007        | Romeo y Julieta               | Sofía Brando           | Canal 9              | Elenco de reparto                     |
| 2008        | Patito feo                    | Milagros "Mili"        | Canal 13             | Participación                         |
| 2008 — 2009 | Atracción x4                  | Aldana                 | Canal 13             | Elenco de reparto                     |
| 2010        | Ciega a citas                 | Malena                 | TV Pública           | Participación                         |
| 2012        | Todas a mí                    | Rocío                  | América TV           | Participación                         |
| 2011        | Un año para recordar          | Marina                 | Telefe               | Participación                         |
| 2011        | Adictos                       | Bernarda Salvatore     | Canal 10             | Episodio 13: "La fama es puro cuento" |
| 2013        | Los vecinos en guerra         | Martina                | Telefe               | Participación                         |
| 2016        | El marginal                   | Karina                 | TV Pública           | Participación, (Temporada 1)          |
| 2017        | Dalia De Las Hadas            | Iris Wastey            | Boing                | Elenco de reparto                     |
| 2019        | El dragón                     | Miriam                 | Netflix              | Elenco de reparto, (Temporada 1)      |
| 2022        | La reina del sur 3            | Mireya Gascón          | Telemundo            | Elenco recurrente, (Temporada 3)      |
| 2023        | Això no és Suècia             | Elena                  | TV3                  | Elenco de reparto, (Temporada 1)      |

| Programas   | Programas  | Programas  | Programas  | Programas |
| Año         | Título     | Rol        | Canal      | Notas     |
| ----------- | ---------- | ---------- | ---------- | --------- |
| 2014 — 2016 | Intrépidos | Conductora | América TV |           |

| Cine | Cine                           | Cine                 | Cine             |
| Año  | Título                         | Personaje            | Dirección        |
| ---- | ------------------------------ | -------------------- | ---------------- |
| 2001 | La fuga                        | Rita Baldini (joven) | Eduardo Mignogna |
| 2009 | Cómplices del silencio         | Mariana              | Stefano Incerti  |
| 2014 | Naturaleza Muerta (Still Life) | Alumna               | Gabriel Grieco   |
| 2020 | Ultra violencia                | Vanessa              | Tania Aguilar    |
| 2021 | Animales humanos               | Gabriela             | Lex Ortega       |

| Teatro      | Teatro                                   | Teatro    | Teatro            |
| Año         | Título                                   | Personaje | Dirección         |
| ----------- | ---------------------------------------- | --------- | ----------------- |
| 2008 — 2009 | Margaritas                               |           |                   |
| 2012        | Minas Fuertes                            |           | Martín Amuy-Walsh |
| 2013        | Cuestión De Sexos                        |           | Agustín Aguirre   |
| 2015        | El Club Del Chamuyo                      | Rosa Melo | Ezequiel Sagasti  |
| 2015        | La Burbuja                               | Vicky     | Martín Amuy-Walsh |
| 2019        | ¿Porque los hombres aman a las cabronas? | Dulce     | Sherry Argov      |

## Publicidad
- Pepsi-Lay's (2011)[3]